# Catherine Guiral
Pour les articles homonymes, voir Guiral.
Catherine Guiral est une designeuse graphique française.

## Biographie
Catherine Guiral est diplômée de l’École nationale supérieure des Arts Décoratifs de Paris. Elle étudie à la CalArts à Los Angeles. À partir de 2009, elle étudie l'histoire du design au Royal College of Art à Londres. Elle publie une thèse consacrée à Pierre Faucheux.
Depuis 2008, elle travaille avec Brice Domingues, au sein du studio officeabc. De 2008 à 2012, elle enseigne à l’Institut supérieur des arts de Toulouse. Elle enseigne ensuite à l’École nationale supérieure des beaux-arts de Lyon. Elle intervient en 2010 et en 2011 au  Festival International de l’Affiche et du Graphisme de Chaumont.  En 2013, elle réalise avec Brice Domingues et Jérôme Dupeyrat, une exposition sur Pierre Faucheux au Centre Georges Pompidou à Paris,.
Depuis 2017, elle participe à la revue critique Faire consacrée à l’analyse du design graphique.

## Expositions
- ArtDesign, Harold Gallery, Los Angeles, 2004
- Jeune Creation, Espace La Bellevilloise, Paris, 2005
- Variations épicènes, Maba, Nogent-sur-Marne, 2020[7]